# Lekolar
Lekolar AB är ett svenskt företag som levererar material, utrustning, möbler, inredning med mera till förskolor och skolor. Företaget har cirka 125 anställda och hade 2008 en omsättning på 512 miljoner kronor. Huvudkontoret ligger i Osby och företaget är ägt av riskkapitalbolaget 3i Group. 
Företaget har sina rötter i Brio, där verksamheten blev en egen enhet, Lek&Lär, från 1971 till 2004.[källa behövs]